# Scottocalanus corystes
Scottocalanus corystes is een eenoogkreeftjessoort uit de familie van de Scolecitrichidae. De wetenschappelijke naam van de soort is voor het eerst geldig gepubliceerd in 1967 door Owre & Foyo.